# Grand Prix ISU juniores in Messico
Il Grand Prix ISU juniores in Messico è una competizione internazionale di pattinaggio di figura. Si tiene in autunno e fa parte del circuito Grand Prix ISU juniores di pattinaggio di figura. Le medaglie sono assegnate nelle discipline del singolo maschile, singolo femminile, coppie e danza su ghiaccio.

## Vincitori

### Singolo maschile
| Anno | Luogo             | Oro               | Argento          | Bronzo           |
| 1998 | Città del Messico | Yosuke Takeuchi   | Eiji Iwamoto     | Jeffrey Franklin |
| 2000 | Città del Messico | Ryan Bradley      | Stéphane Lambiel | Shawn Sawyer     |
| 2003 | Città del Messico | Jordan Brauninger | Takahiko Kozuka  | Ken Rose         |
| 2006 | Città del Messico | Kevin Reynolds    | Brandon Mroz     | Daisuke Murakami |
| 2008 | Città del Messico | Richard Dornbush  | Elladj Baldé     | Cheng Gongming   |
| 2013 | Città del Messico | Nathan Chen       | Ryuju Hino       | Daniel Samohin   |

### Singolo femminile
| Anno | Luogo             | Oro            | Argento             | Bronzo                |
| 1998 | Città del Messico | Yuko Kawaguchi | Sarah Hughes        | Chisato Shiina        |
| 2000 | Città del Messico | Yukari Nakano  | Susanne Stadlmüller | Ann Patrice McDonough |
| 2003 | Città del Messico | Miki Andō      | Danielle Kahle      | Jessica Dubé          |
| 2006 | Città del Messico | Caroline Zhang | Sonia Lafuente      | Shin Yea-Ji           |
| 2008 | Città del Messico | Amanda Dobbs   | Alexe Gilles        | Kwak Min-jeong        |
| 2013 | Città del Messico | Polina Edmunds | Natalia Ogoreltseva | Mariah Bell           |

### Coppie
| Anno | Luogo             | Oro                                           | Argento                                    | Bronzo                                 |
| 1998 | Città del Messico | Meliza Brozovich / Anton Nimenko              | Eve Butchart / Clinton Petersen            | Larisa Spielberg / Craig Joeright      |
| 2000 | Città del Messico | Yuko Kawaguchi / Alexander Markuntsov         | Karine Avard / Marc-Etienne Choquet        | Johanna Purdy / Kevin Maguire          |
| 2003 | Città del Messico | Jessica Dubé / Bryce Davison                  | Brittany Vise / Nicholas Kole              | Michelle Cronin / Brian Shales         |
| 2008 | Città del Messico | Ksenia Krasilnikova / Konstantin Bezmaternikh | Ekaterina Sheremetieva / Mikhail Kuznetsov | Anastasia Martiusheva / Alexei Rogonov |

### Danza su ghiaccio
| Anno | Luogo             | Oro                                 | Argento                             | Bronzo                              |
| 1998 | Città del Messico | Federica Faiella / Luciano Milo     | Zita Gebora / Andras Visontai       | Jill Vernekohl / Jan Luggenholscher |
| 2000 | Città del Messico | Tanith Belbin / Benjamin Agosto     | Miriam Steinel / Vladimir Tsvetkov  | Nóra Hoffmann / Attila Elek         |
| 2003 | Città del Messico | Natalia Mikhailova / Arkadi Sergeev | Alexandra Zaretsky / Roman Zaretsky | Anna Cappellini / Matteo Zanni      |
| 2006 | Città del Messico | Emily Samuelson / Evan Bates        | Élodie Brouiller / Benoît Richaud   | Piper Gilles / Timothy McKernan     |
| 2008 | Città del Messico | Madison Hubbell / Keiffer Hubbell   | Kharis Ralph / Asher Hill           | Valeria Zenkova / Valerie Sinitsin  |
| 2013 | Città del Messico | Kaitlin Hawayek / Jean-Luc Baker    | Madeline Edwards / Zhao Kai Pang    | Sofia Evdokimova / Egor Bazin       |